# Maurice Strong
Maurice F. Strong (Oak Lake, 29 april 1929 – 28 november 2015) was een Canadees zakenman en diplomaat.
Tot en met de jaren zestig was hij grootondernemer in de energiesector en ook daarna ondernam hij nog verschillende zakelijke initiatieven. Verder zette hij de milieuproblematiek wereldwijd op de kaart en was hij de eerste voorzitter van het VN-Milieuprogramma (UNEP). Hij was jarenlang voorzitter van het World Economic Forum en was adviseur voor de top van de Verenigde Naties en de Wereldbank.

## Levensloop
Strong groeide op tijdens de Grote Depressie en heeft toen ernstige honger gekend. Zijn vader kreeg ontslag aan het begin van de crisisperiode en ondersteunde zijn gezin met allerhande dienstbetrekkingen; zijn moeder bezweek aan een psychische ziekte en overleed in een psychiatrische kliniek.
In 1947 ontmoette Strong voor het eerst een medewerker van de Verenigde Naties. Die regelde voor hem een tijdelijke baan als junior bewaker op het toenmalige hoofdkantoor van de VN in Lake Success, New York.

### Ondernemer
In 1948 ging Strong op een leeftijd van negentien jaar aan het werk voor een makelaarsfirma. Daar maakte hij kennis met de geoloog en ondernemer Jack Gallagher die hem aannam als diens assistent. Voor Gallagher's bedrijf Dome Petroleum vervulde Strong verschillende sleutelposities, waaronder die van vicevoorzitter van financiën. In 1956 nam hij ontslag en zette hij zijn eigen bedrijf op, M.F. Strong Management. Met zijn bedrijf bood hij ondersteuning aan investeerders in het bepalen van kansen in de oliegronden van Alberta.
In de jaren vijftig nam hij een klein aardgasbedrijf over, Ajax Petroleum, en breidde het uit tot een van de leidende bedrijven in de industrie. Hierdoor kwam hij in beeld van een van de grootste investeringsmaatschappijen in de energiesector, Power Corporation of Canada, die hem aanwierf als vicevoorzitter. Daarna werd hij voor de periode van 1961 tot 1966 benoemd tot voorzitter van dit bedrijf.

### Milieu op de internationale kaart
Begin jaren zeventig was Strong secretaris-generaal van de Conferentie van de Verenigde Naties over het Menselijk Leefmilieu (UNCHE). In 1971 liet hij een rapport uitbrengen over de staat van de planeet, met de titel Only One Earth: The Care and Maintenance of a Small Planet, met coauteurschap van Barbara Ward en René Dubos. Het rapport gaf een samenvatting van de ontdekkingen van 152 hoogaangeschreven experts uit 58 landen en diende als voorbereiding van de eerste bijeenkomst van de VN over milieu in 1972 in Stockholm.
Dankzij de conferentie maakt het milieu sindsdien deel uit van een internationale ontwikkelingsagenda en werd het VN-Milieuprogramma (UNEP) opgericht, met het hoofdkantoor in Nairobi, Kenia. Strong werd gekozen als eerste leider van de UNEP voor de periode van 1972 tot 1975.

### Terug naar het ondernemerschap
In 1976 kwam Strong op verzoek van premier Pierre Trudeau terug naar Canada, om het nieuw opgezette oliebedrijf Petro-Canada te leiden. Vervolgens werd hij voorzitter van de Canada Development Investment Corporation, de holding voor de belangrijkste overheidsbedrijven in Canada.
Strong bleef tussendoor actief in internationale bestuursfuncties op het gebied van milieu. Zo was hij een van de commissarissen van de World Commission on Environment and Development, die in 1983 was opgezet als onafhankelijk lichaam van de Verenigde Naties.
Medio jaren tachtig gaf Strong samen met enkele medevennoten leiding aan het American Water Development Incorporated (AWDI). Met deze firma vroegen ze het recht van boringen naar ondergrondse waterputten in Colorado aan. Tegen het project werd een lang juridisch conflict uitgevochten, omdat het te veel milieuschade zou toebrengen aan het ecosysteem van zandduinen en draslanden. AWDI verloor dit proces en werd door de rechter veroordeeld tot het betalen van een juridische vergoeding van 3,1 miljoen dollar.

### Earth Summit
In 1992 werd Strong benoemd tot secretaris-generaal van de VN-Conferentie voor Milieu en Ontwikkeling in Rio de Janeiro, beter bekend onder de naam Earth Summit. De conferentie leidde weliswaar tot afspraken, maar die werden niettemin niet nagekomen.
Na de conferentie bleef Strong betrokken bij het ingevoerd krijgen van de afspraken, door de vestiging van de Earth Council en de Earth Charter-beweging. Twee andere bekende politici en stimulators achter de Earth Charter waren bijvoorbeeld Ruud Lubbers en Michail Gorbatsjov.

### Internationale diplomatiek
Strong vervulde sindsdien ook veel invloedrijke internationale posities. Zo was hij voorzitter van het World Resources Institute en zat hij in veel besturen, waaronder van het International Institute for Sustainable Development, het Stockholm Environment Institute, het Africa-America Institute, het Instituut van Ecologie in Indonesië en het Beijer Instituut van de Zweedse Koninklijke Academie van Wetenschappen.
Strong was verder vele jaren directeur van het World Economic Forum, senior adviseur van de voorzitter van de Wereldbank en persoonlijk gezant van VN-secretaris-generaal Kofi Annan. Van 1998 tot 2006 was hij raadsvoorzitter van de University for Peace in Costa Rica en aansluitend actief erehoogleraar aan de universiteit van Peking. Daarnaast bleef hij ook vele bestuurstaken elders vervullen.

## Erkenning
Strong werd vele tientallen malen onderscheiden met prijzen, zoals in 2010 met de Four Freedoms Award in de categorie vrijwaring van gebrek, en met nationale versierselen, zoals onder meer in de Orde van Manitoba, de Orde van het Zuiderkruis, de Orde van de Poolster en van zijn eigen land in de Orde van Canada. Daarnaast ontving daarnaast meer dan vijftig eredoctoraten en zeven ereprofessoraten.

## Overlijden
Maurice Strong overleed in 2015 op 86-jarige leeftijd, enkele dagen voor de start van de klimaatconferentie van Parijs.